# Seraphsidae
Seraphsidae is een familie van weekdieren uit de klasse van de Gastropoda (slakken).

## Geslacht
- Terebellum Lamarck, 1798